# Корчовний Роман Михайлович
Рома́н Миха́йлович Корчо́вний — молодший сержант, Збройні сили України.

## Життєпис
Народився у м. Київ, навчався у СШ № 206 у Святошинському районі м. Києва. У 1988—1990 рр. був призваний на строкову службу Святошинський РВК м. Києва. Здобув вищу освіту юриста у Національній академії державної служби Україна. Працював у Конституційному суді України і Міністерстві Закордонних справ України.
Призваний за мобілізацією у вересні 2014-го, молодший сержант, ст.механік-водій, 3-й окремий танковий батальйон «Звіробій» — 169-й навчальний центр Сухопутних військ.
5 січня 2015-го помер під час несення служби на бойовому посту — охороняв військове містечко — не витримало серце.
Після смерті лишилися батьки, донька Марина від попереднього шлюбу 1991 р.н., та дружина з сином Дмитром 2005 р.н., які проживають у Дніпровському районі м. Києва.
Похований 8 січня 2015-го на Берковецькому кладовищі.

## Нагороди
За особисту мужність і героїзм, виявлені у захисті державного суверенітету та територіальної цілісності України, вірність військовій присязі під час російсько-української війни
- нагороджений орденом «За мужність» III ступеня (26.2.2015, посмертно).
- нагороджений відзнакою «Герой-Киянин» (2017 посмертно)[1]